# Unione di Arras

Le Unioni di Arras (giallo) e di Utrecht

L'Unione di Arras (in lingua nederlandese: Unie van Atrecht, in spagnolo: Unión de Arrás) fu un accordo stipulato il 6 gennaio 1579 dalle dieci province meridionali dei Paesi Bassi.

## Storia
In seguito alla pacificazione di Gand (1576), avvenuta tra i Paesi Bassi e la Spagna di Filippo II, le differenze religiose e linguistiche interne alle province non mancarono di venire alla luce; tre anni dopo, le dieci province meridionali, contrarie al fanatismo protestante, decisero di scendere a patti con la Spagna e di ritornare sotto la sua amministrazione politica e religiosa. Le rimanenti sette province, in risposta, formarono l'Unione di Utrecht.

## Conseguenze
Alessandro Farnese partì dai territori dell'Unione di Arras per la sua parziale riconquista delle Province Unite, nel periodo 1584-1585.